# Max Brockhaus Musikverlag
Der Max Brockhaus Musikverlag ist ein Verlag für klassische Musik mit dem Schwerpunkt Musiktheater, Vokal- und Orchestermusik. Er vertritt insbesondere Werke von Engelbert Humperdinck, Hans Pfitzner und Siegfried Wagner.

## Geschichte
Der Verlag wurde am 1. Mai 1893 von Max Brockhaus (1867–1957) in Leipzig gegründet. Max Brockhaus, der Urenkel des Buchverlegers Friedrich Arnold Brockhaus (1772–1823) war über die Frau seines Großonkels Hermann (1806–1877), Ottilie Wilhelmine Brockhaus (1811–1883), der Schwester Richard Wagners, mit der Wagnerdynastie verwandt.
Da bereits sein Bruder Rudolf in den Buchverlag eingetreten war, schlug Max Brockhaus die Laufbahn eines Musikverlegers ein. Er verbrachte seine Lehrzeit beim Buch- und Musikalienhändler Ludwig Staackmann sowie im familiären Betrieb F.A. Brockhaus in Leipzig, danach absolvierte er Volontariate bei Emil Hug in Zürich, Schlesinger (Lienau) in Berlin, Schott Frères (Otto Junne) in Brüssel und Stanley Lucas, Weber & Co. in London.
Anfang 1893 übernahm Brockhaus den Katalog Hermann Haessel (Leipzig), Eduard Wedl (Wien) und einen Teil des Kataloges von Joseph Roth (Stuttgart). Mit diesem Grundstock, der u. a. aus Werken von Jakob Ils, Ignaz Brüll, Jacob Dont, Robert Fuchs, Carl Reinecke, Rudolf Bibl und Franz Schubert bestand, gründete er im Mai den „Max Brockhaus Musikverlag“, der zunächst im Hause F.A. Brockhaus in der Querstraße in Leipzig untergebracht wurde. In der Vergangenheit wurde der Zusatz „Musikverlag“ stets genannt, um Verwechslungen mit dem „großen“ Brockhaus zu vermeiden. Im Juli 2009 verkündete allerdings das Bibliographische Institut in Mannheim nach dem Verkauf der Marke Brockhaus an Bertelsmann im Dezember 2008 das Erlöschen der Bezeichnung F.A. Brockhaus im Firmennamen, womit der Max Brockhaus Musikverlag erstmals einziger Träger dieses Namens ist.
Noch im Gründungsjahr machte Brockhaus während der Uraufführung von Hänsel und Gretel in Weimar die Bekanntschaft von Engelbert Humperdinck und konnte 1896 das Melodram Königskinder in sein Verlagsprogramm aufnehmen, das ein Jahr später in München uraufgeführt wurde. Mit dieser Entscheidung war ein wichtiger Schritt hin zum Bühnenverlag getan, den Brockhaus in den folgenden Jahren durch gezielte Aufnahme von Musiktheaterwerken weiter ausbaute.
Die Zusammenarbeit mit Humperdinck sollte eine der intensivsten und fruchtbarsten in der Verlagsgeschichte werden. Im Laufe der Jahre erschienen zahlreiche Werke des Komponisten bei Max Brockhaus (die Volloper Königskinder, Dornröschen, Die Heirat wider Willen, Maurische Rhapsodie, Schauspielmusiken zu Shakespeare Dramen, Lieder). 1906 wurde das Schauspielhaus am Nollendorfplatz in Berlin mit Humperdincks Schauspielmusik zu Sturm eröffnet.
Um die Jahrhundertwende kamen Werke von Eugen d’Albert (Abreise, Das Seejungfräulein), Ruggero Leoncavallo (Serenade u. a.) und Alfredo Piatti hinzu.
Um diese Zeit entstand das Signet des Verlages, der Gott Pan vor einer Leier, aus der Feder Fritz Schumachers (1869–1947).
1898 begann eine enge Zusammenarbeit mit Hans Pfitzner, durch die die Oper Der arme Heinrich, die Bearbeitung von Heinrich Marschners Der Templer und die Jüdin, einige sinfonische Werke und eine große Zahl Lieder in den Katalog aufgenommen werden konnten. 1906 übernahm der Verlag auch die ursprünglich bei Feuchtinger verlegten Werke (u. a. Die Rose vom Liebesgarten und die Schauspielmusik zu Ibsens Drama Das Fest auf Solhaug), so dass Max Brockhaus mit zu den größten Pfitzner-Verlagen gezählt werden kann. Parallel verlief die Kontaktaufnahme zu dem entfernten Verwandten Siegfried Wagner, den Brockhaus 1898 anlässlich eines Besuchs bei seiner Tante in Bayreuth kennenlernte. In den folgenden Jahren veröffentlichte er mehrere Opern des Komponisten (u. a. Der Bärenhäuter) und gliederte 1930 auch die ursprünglich bei Carl Giessel verlegten Werke S. Wagners in seinen Katalog ein. 1910 erschien auf speziellen Wunsch der Familie Wagner die Jugendsymphonie C-Dur von Richard Wagner bei Max Brockhaus.
Anfang des Jahrhunderts kamen Opern von Karel Weis (Der polnische Jude), Richard Heuberger (Barfüßele), Anselm Götzl (Zierpuppen), Bodo Sigwart (Die Lieder des Euripides) und Hans Hermann Wetzler (Die baskische Venus) hinzu. 1890 wies der Verlagskatalog dreißig Opern auf. Neben der Verlagstätigkeit widmete sich Max Brockhaus ehrenamtlich dem Musikleben und wurde im November 1906 ins Gewandhaus-Kollegium berufen, dessen Vorsitz er 1920 bis 1932 innehatte. 1931 hatte er entscheidenden Anteil am Abschluss des Gewandhaus-Abkommens mit dem Leipziger Rundfunk. 1940 übernahm die Tochter Elisabeth „Lilli“ Gruner, geb. Brockhaus, den Verlag und führte ihn mit ihrem Mann Friedrich Gruner weiter. Kurz nach der 50-Jahr-Feier des Verlags im Mai 1943 wurden der Verlag und das Privathaus im Bombenhagel wie so viele andere Leipziger Verlage im Dezember 1943 komplett zerstört. Nach dem Krieg erhielt der Verlag keine Lizenz in Leipzig, der Wiederaufbau erfolgte daraufhin in Lörrach/Baden. Zwar wurde zunächst noch Kontakt zum Prokuristen in Leipzig gehalten, mit seinem Tod 1950 brach die Verbindung in den Osten jedoch ganz ab.
1976 erfolgte die Geschäftsübernahme durch den Bonner Verleger Joachim von Roebel und der Umzug des Verlags nach Bonn-Bad Godesberg. Seit 2005 führt die Witwe, Sophie von Roebel, den Verlag, dessen Sitz 2006 nach Remagen-Rolandswerth verlegt wurde. In den Jahren 2006/07 fand eine grundlegende Revision statt, infolge derer zahlreiche vergriffene Werke neu erschienen wie bspw. die Melodramfassung von Humperdincks Königskinder oder die Oper Dornröschen, die im Dezember 2008 in München seit über 50 Jahren wieder erklang.
2020 wurde das Verlagsprogramm vom Bärenreiter-Verlag übernommen.